# Chad Gilbert
Chad Everett Gilbert (Coral Springs, Florida; 9 de marzo de 1981) es un músico y productor musical estadounidense. Además es el guitarrista y corista de la banda de pop punk, New Found Glory. Chad es el vocalista y guitarrista del proyecto de NFG, International Superheroes of Hardcore. Además, fue el vocalista de la banda hardcore punk, Shai Hulud durante 1995 y 1998.
Gilbert ha producido álbumes, como Nothing to Prove de H2O y Homesick de A Day to Remember. En 2010, anunció que lanzaría material en solitario en línea, gratis. Hasta ahora ha lanzado siete canciones, bajo el nombre de What's Eating Gilbert.

## Vida personal
Chad estuvo casado brevemente con Sherri DuPree, de la banda de rock indie Eisley. Contrajeron matrimonio en febrero de 2007 y se divorciaron ese mismo año. 
En 2008 comenzó una relación con la vocalista de Paramore, Hayley Williams. El 31 de diciembre de 2014, Gilbert confirmó a través de su cuenta oficial de Instagram que Williams y él se habían comprometido. El 20 de febrero de 2016 contrajo matrimonio con Hayley Williams. Sin embargo, el 1 de julio del 2017 anunció su divorcio a través de las redes sociales.
El 3 de octubre de 2020 contrajo matrimonio con Lisa Cimorelli, miembro de la banda Cimorelli. En enero de 2021 anunciaron que estaban esperando su primer hijo. Su hija, Lily, nació el 17 de julio de 2021.
El 26 de enero de 2010, Chad informó que se habían encontrado células sospechosas en su tiroides, y que le operarían para retirarle media glándula. Cuatro días más tarde publicó en su Twitter que la cirugía había sido un éxito y que no se había encontrado ningún cáncer.
Gilbert ha sido straight edge toda su vida parcialmente inspirado por escuchar canciones de H2O en su adolescencia.

## Discografía

### Con Shai Hulud
- 1997: A Profound Hatred of Man
- 1997: Hearts Once Nourished with Hope and Compassion
- 1998: The Fall of Every Man

### Con New Found Glory
- 1997: It's All About the Girls
- 1999: Nothing Gold Can Stay
- 2000: From the Screen to Your Stereo
- 2000: New Found Glory
- 2002: Sticks and Stones
- 2004: Catalyst
- 2006: Coming Home
- 2007: From the Screen to Your Stereo Part II
- 2008: Hits
- 2008: Tip of the Iceberg
- 2009: Not Without a Fight
- 2011: Radiosurgery
- 2014: Resurrection
- 2017: Makes Me Sick

### Con International Superheroes of Hardcore
- 2008: Takin' it Ova!
- 2008: HPxHC

### Con Hazen Street
- 2004: Hazen Street

## Producciones
- 2008: H2O - Nothing to Prove
- 2009: A Day to Remember - Homesick
- 2009: Fireworks - All I Have To Offer Is My Own Confusion
- 2010: The Dear & Departed - Chapters
- 2010: Terror - Keepers Of the Faith
- 2010: A Day to Remember - What Separates Me from You
- 2013: A Day to Remember - Common Courtesy

## Colaboraciones
- Coro invitado en Fall Out Boy's "I Slept With Someone in Fall Out Boy and All I Got Was This Stupid Song Written About Me".
- Guitarra en Fall Out Boy's "The Take Over, the Breaks Over".
- Coro invitado en Throwdown "The Only Thing" del álbum Haymaker.
- Coro invitado en Set Your Goals' "Our Ethos: A Legacy to Pass On" del álbum This Will Be the Death of Us.